# Lista de capitais do Nordeste por população
Esta é a lista das capitais dos nove estados da Região Nordeste do Brasil por população segundo a Estimativa populacional feita pelo Instituto Brasileiro de Geografia e Estatística do dia 01.07.2024 .
As capitais que lideram a lista são: Fortaleza capital do Ceará e Salvador capital da Bahia . Enquanto Aracaju  e Natal ficam nas ultimas posições. 
O Nordeste é a única região do Brasil onde todas as capitais tem uma população superior a 600.000 ( seiscentos mil ) habitantes.
| Posições em 2024 | Capitais    | Unidade federativa  | População em 2024 - Estimativas IBGE | População em 2010 | Mudança (2010-2024) | Mudança brusca (2010-2024) |
| ---------------- | ----------- | ------------------- | ------------------------------------ | ----------------- | ------------------- | -------------------------- |
| 1                | Fortaleza   | Ceará               | 2.574.412                            | 2.452.185         | +4,98%              | +122.227                   |
| 2                | Salvador    | Bahia               | 2.568.928                            | 2.675.656         | -3,98%              | -106.728                   |
| 3                | Recife      | Pernambuco          | 1.587.707                            | 1.537.704         | +3,25%              | +50.003                    |
| 4                | São Luís    | Maranhão            | 1.088.057                            | 1.014.837         | +7,22%              | +73.220                    |
| 5                | Maceió      | Alagoas             | 994.464                              | 932.748           | +6,61%              | +61.716                    |
| 6                | Teresina    | Piauí               | 902.644                              | 814.230           | +10,86%             | +88.414                    |
| 7                | João Pessoa | Paraíba             | 888.679                              | 723.515           | +22,82%             | +165.164                   |
| 8                | Natal       | Rio Grande do Norte | 785.368                              | 803.739           | -2,28%              | -18.371                    |
| 9                | Aracaju     | Sergipe             | 628.849                              | 570.937           | +10,15%             | +57.912                    |

## Regiões metropolitanas das capitais nordestinas por população
| Posição | Região Metropolitana | Estado              | População 2024 |
| ------- | -------------------- | ------------------- | -------------- |
| 1       | Fortaleza            | Ceará               | 4.137.255      |
| 2       | Recife               | Pernambuco          | 3.954.323      |
| 3       | Salvador             | Bahia               | 3.623.647      |
| 4       | São Luís             | Maranhão            | 1.722.253      |
| 5       | Natal                | Rio Grande do Norte | 1.607.422      |
| 6       | João Pessoa          | Paraíba             | 1.380.923      |
| 7       | Maceió               | Alagoas             | 1.347.703      |
| 8       | Grande Teresina      | Piauí/ Maranhão     | 1.298.453      |
| 9       | Aracaju              | Sergipe             | 976.043        |